# Styposis kahuziensis
Styposis kahuziensis là một loài nhện trong họ Theridiidae.
Loài này thuộc chi Styposis. Styposis kahuziensis được František Miller miêu tả năm 1970.